# Val Buëch-Méouge
Val Buëch-Meouge ist eine französische Gemeinde mit 1.342 Einwohnern (Stand: 1. Januar 2022) mit im Département Hautes-Alpes in der Region Provence-Alpes-Côte d’Azur. Sie gehört zum Arrondissement Gap und zum Kanton Laragne-Montéglin.
Sie entstand mit Wirkung vom 1. Januar 2016 als Commune nouvelle durch die Fusion der früheren Gemeinden Antonaves, Châteauneuf-de-Chabre und Ribiers.

## Gliederung
| Ortsteil                    | ehemaliger INSEE-Code | Fläche (km²) | Einwohnerzahl zum 1. Januar 2022 |
| --------------------------- | --------------------- | ------------ | -------------------------------- |
| Antonaves                   | 05005                 | 08,03        | 156                              |
| Châteauneuf-de-Chabre       | 05034                 | 23,90        | 381                              |
| Ribiers (Verwaltungssitz)00 | 05118                 | 36,55        | 805                              |

## Geografie
Nachbargemeinden sind Nossage-et-Bénévent, Saléon, Laragne-Montéglin, Mison, Saint-Pierre-Avez und Barret-sur-Méouge.

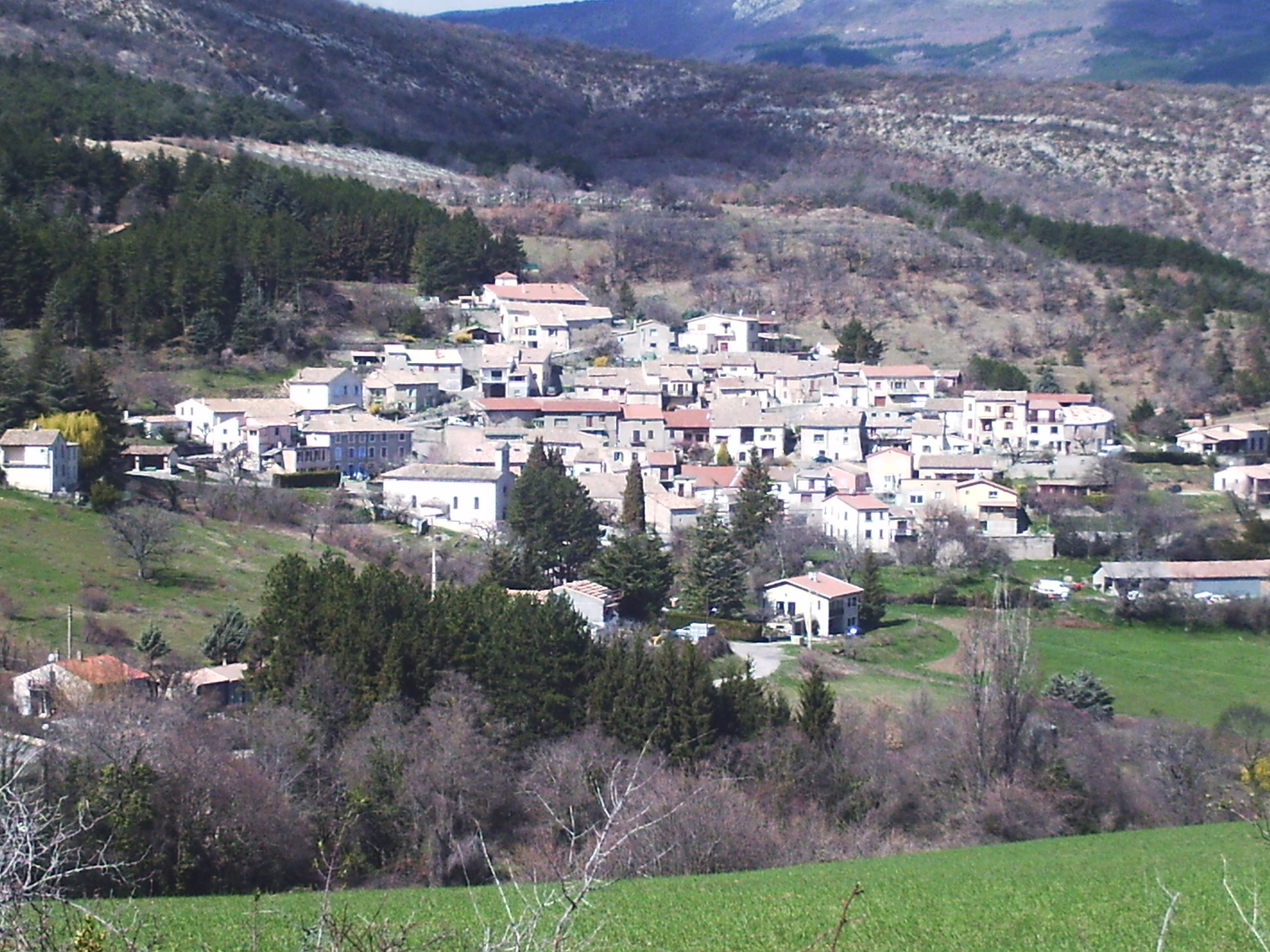
Blick auf den Ortsteil Antonaves